# سیکلوپرولول
سیکلوپرولول (انگلیسی: Cicloprolol) یک آنتاگونیست گیرنده بتا آدرنرژیک است.

## سنتز

سنتز سیکلوپرولول: